# Uyurca, Kalecik
Uyurca là một xã thuộc huyện Kalecik, tỉnh Ankara, Thổ Nhĩ Kỳ. Dân số thời điểm năm 2011 là 68 người.